# Бледный, Илья Анатольевич
Илья́ Анато́льевич Бле́дный (род. 9 июня 1976, Калининград, СССР) — российский актёр кино и дубляжа.

## Биография
Родился 9 июня 1976 года в Калининграде. Отец — Анатолий Ильич Бледный, актёр, заслуженный артист России. Мать — Светлана Юрьевна Бледная, работает помощником режиссёра Валерия Фокина в Центре имени Вс. Мейерхольда. Младший брат — актёр Филипп Бледный.
В 1997 году окончил ВТУ имени Б. В. Щукина. Первая популярность пришла благодаря участию в рекламных роликах Nescafe. Участвовал в пробах на дубляж телесериала «Беверли-Хиллз, 90210» под руководством режиссёра Леонида Белозоровича, но не прошёл их. Тем не менее Леонид Григорьевич заметил актёра и с 2001 года стал приглашать его на дубляж картин для кинопроката.
Среди знаменитостей, которых Илья Бледный озвучивал в разное время, — Джастин Тимберлейк, Колин Фаррелл, Джонни Депп, Джим Керри, Юэн Макгрегор, Эдди Редмэйн.
С 1998 по 1999 год работал в Театре на Таганке. С 1999 по 2001 год был актёром театра под руководством Армена Джигарханяна. После ухода из театра стал активно заниматься дубляжом и съёмками в кино и сериалах.
Женат на актрисе Александре Бледной (дочь актёров Виктора Проскурина и Ольги Гаврилюк) (род. 1974), есть падчерица Елизавета и сын Даниил (род. 2003), который также периодически занимается дубляжом.

## Работы

### Фильмография
- 2000 — Редакция
- 2000 — Чёрная комната — Кирилл
- 2004 — Моя прекрасная няня — Антон Питекантроп, бывший парень Вики, хозяин магазина «Одежда от Антона» (1, 12 серии)
- 2004 — Холостяки — Сергей
- 2005 — Адъютанты любви — герцог Энгиенский
- 2005 — Попса — Игорь Шайтанов
- 2006 — Аэропорт 2 — Максим
- 2006 — Грозовые ворота — лейтенант Лузгин
- 2006 — Кто в доме хозяин? — Кирилл (24 серия «Первый поцелуй»)
- 2006 — Острог. Дело Фёдора Сеченова — Дизель
- 2007 — Заражение — Юджин Малинин
- 2007 — Иное
- 2010 — Вся такая внезапная (18 серия «Пути и способы»)
- 2007 — Приключения солдата Ивана Чонкина — младший лейтенант Букашёв
- 2007 — Скалолазка и Последний из Седьмой колыбели — Лёха
- 2007 — Ты меня слышишь? — папа Лёхи
- 2007 — Виола Тараканова: В мире преступных страстей 3 — Антон Фомин (фильм 3 «Фокус-покус от Василисы Ужасной»)
- 2008 — Мираж
- 2008 — Моя любимая ведьма — Дима (15 серия «Свадьба моей лучшей подруги»)
- 2008 — Тушите свет — отец Алисы
- 2009 — Генеральская внучка — Паша
- 2009 — Закон и порядок: Преступный умысел — Кирилл Хрящев
- 2009 — Победный ветер, ясный день — Роман Валевский
- 2009 — Белые лилии
- 2009 — Предлагаемые обстоятельства — Жорж
- 2009 — Сыщик Самоваров — Стас Новиков
- 2010 — Москва. Три вокзала (сериал) — Виктор (9 серия «Настоящий полковник»)
- 2010 — Однажды в милиции (сериал)
- 2010 — Тунгусский метеорит
- 2010 — Ефросинья — Крис Турнель
- 2011 — Домработница — Сергей
- 2011 — Мужчина во мне (сериал) — Жан (Иван Олегович Русаков)
- 2011 — Папины дочки (сериал) — Шаповалов (350 и 351 серии)
- 2013 — Торговый центр (сериал) — Ринат
- 2013 — Операция «Кукловод» — Виктор Фадеев, капитан ФСБ
- 2013 — Аромат шиповника — Юрий Новиков
- 2014 — Умельцы (телесериал) — «аферист»
- 2014 — У вас будет ребёнок — Тони Краковский, любовник Светланы, режиссёр
- 2015 — Между нами, девочками (сериал) — Филипп Смирнов, режиссёр телеканала
- 2015 — Другой майор Соколов — Тузов Игорь Сергеевич
- 2016 — Похищение Евы — Сергей Босых
- 2016 — Бестселлер по любви — Константин Махеев
- 2016 — Чёрная кошка — «Клим», главарь другой банды
- 2017 — Майор Соколов. Игра без правил — Тузов Игорь Сергеевич
- 2018 — Доктор Котов — Игорь Востряков, ветеринар
- 2018 — Новый человек — Кирилл, рекламщик
- 2018 — Родные люди — адвокат
- 2018 — Призраки прошлого — Максим Кулагин
- 2018 — Смертельный тренинг — Марк
- 2021 — Собор — Виллим Монс
- 2021 — Психология преступления. Дуэль — Иван Емелин
- 2022 — Ловец снов — Павел Росов
- 2023 — Дурная кровь — Олег
- 2025 — Провинциальный детектив-3 — Лев Корнеев

### Театр

#### Театр на Таганке
- Князь Сокольский — «Подросток», Ф. М. Достоевский
- Иван Карамазов — «Братья Карамазовы», Ф. М. Достоевский

#### Московский драматический театр под руководством Армена Джигарханяна
- Хлестаков — «Ревизор», Н. В. Гоголь (реж. Сергей Газаров)
- Тедди — «Возвращение домой» (реж. Сергей Газаров)

#### Антрепризные спектакли
- Лейтенант Букашёв, Филипидзе — «Чонкин», В.Войнович (реж. Алексей Кирющенко);
- Поло — «Бумеранг», И. Жамиак (реж. Алексей Кирющенко)
- Ихарев — «Шулера», по мотивам пьесы Н. В. Гоголя «Игроки» (реж. Алексей Кирющенко)
- Творогов — «Чужая жена и муж под кроватью», Ф. М. Достоевский (реж. В. Поглазов)
- Фредерик — «Замок», Франсуаза Саган (реж. Д. Михайлова)
- Авель — «Место, похожее на рай», А. Кирющенко (реж. Алексей Кирющенко)
- Пьер Монтэнь — «Публике смотреть воспрещается», Ж. Марсан (реж. В.Саркисов)
- Сильвио — «Жених с того света», К.Гольдони (реж. Алексей Кирющенко)
- Ломов; Шипучин — «Шутка», А. П. Чехов (реж. А. Васютинский)
- Егор — «Бумажный брак», Г. Слуцки (реж. А. Огарёв)
- Берти Вустер — «Шалости аристократов», Пелам Гренвилл Вудхаус, (реж. В. Саркисов)
- Джек Томпсон — «Удачный шанс», по пьесе Мэри Орр «Всё о Еве», (реж. В. Саркисов)
- Он — «Вокзал на троих», (реж. Р. Самгин)
- Слуга — «Жениться Вам надо, барин!», по мотивам пьесы Н. Некрасова (реж. Алексей Кирющенко)
- Ричард Харт — «Обмани меня, крошка!», Ирина Ильинская (реж. Алексей Шешуков)
- Андрей — «Великолепная шестёрка», (реж. Алла Решетникова)
- Маньяк — «Незваный гость», Ганна Слуцки, (реж. Михаил Цитриняк)
- Фредди — «Хитрец по найму», (реж. Нина Чусова)
- Сганарель — «Брачный капкан», по мотивам пьесы Мольера «Брак поневоле», (реж. Илья Бледный)
- Леонид — «Шашни», (реж. Нина Чусова)

#### Режиссёрские работы
- «Брачный капкан», по мотивам пьесы Мольера «Брак поневоле» (Театральная компания «Ухо Пикассо»)
- «Игроки», Н. В. Гоголь («Современный театр антрепризы»)
- «Счастье у каждого свое» по пьесе А. Н. Островского «Добрый барин» («Современный театр антрепризы»)
- «Добрый барин», А. Н. Островский (театр «Сопричастность»)
- «Не всё коту масленица», А. Н. Островский (театр «Сопричастность»)
- «Как в первый раз», Э. Новикова (Продюсерский центр «Дофамин[4]»)
- «Закрой глаза» по пьесе Л. Герша «Эти свободные бабочки» (Продюсерский центр «Дофамин»)
- «Легенда о Ромео и Джульетте» (Благотворительный фонд Илзе Лиепа)
- «Несносная Клара», Э. Новикова (театр «Миллениум»)
- «Любовь как магнит», Э. Новикова («Современный театр антрепризы»)

### Дубляж

#### Мультфильмы
- 2010 — Шрек навсегда — Румпельштильцхен[5][6][неавторитетный источник]

#### Компьютерные игры
- 2021 — Outriders — Авраам Захеди[7]
- 2020 — Cyberpunk 2077 — Джонни Сильверхенд[8]
- 2019 — Lost Ark — Кармиан, жители различных материков Акрасии[9]
- 2017 — League of Legends — Рэйкан[10]
- 2015 — Skyforge — Бог науки Флавий[11]
- 2013 — Ryse: Сын Рима — Марий Тит
- 2011 — Battlefield 3 — Ласло «Уистлер» Ковик[12]
- 2010 — Dragon Age: Origins — Awakening — Натаниэль Хоу[13]
- 2007 — Cars Mater-National Championship — Молния Маккуин (Кит Фергюсон)
- 1999 — The Longest Journey — Бёрнс Флиппер[14]

## Награды
- Приз за лучшую мужскую роль (Хлестаков, спектакль «Ревизор») фестиваля «Московские дебюты» в 1999 году[15]